# Voličský průkaz
Voličský průkaz je v českém volebním právu průkaz umožňující voliči volit pro většinu voleb kdekoliv na území Česka mimo volební okrsek (obec), kam přísluší podle jeho trvalého pobytu. Volič však může i v případě, že mu byl průkaz vydán, volit ve svém bydlišti (volebním okrsku).

## Charakteristika
Voličský průkaz nenahrazuje průkaz totožnosti, a to ani pro účel voleb. Volič tedy musí volební komisi prokázat svou totožnost občanským průkazem nebo cestovním pasem.
V praxi se voličský průkaz používá především pro volbu prezidenta, volby do Poslanecké sněmovny a pro volby do Evropského parlamentu. 
Je možné ho využít i pro volby do Senátu a volby do zastupitelstev krajů, praktický význam jeho využití je zde však malý, protože volič ho může využít jen v obvodě, kde je přihlášen k trvalému pobytu  (v případě Senátu), resp. v tom samém kraji (v případě krajských voleb) .
Pro volby do zastupitelstev obcí voličský průkaz využít nelze.
Aby se znemožnilo vícenásobné hlasování, musí volič průkaz před volbou odevzdat volební komisi (a to i v případě, že se rozhodl volit v místě svého trvalého pobytu) (§ 19 (5)).

## Volby do Evropského parlamentu 2024
O voličský průkaz k volbám do Evropského parlamentu v roce 2024, které byly vyhlášeny na 7. a 8. června, lze stejně jako v případě voleb do Poslanecké sněmovny nebo volby prezidenta požádat osobně na obecním úřadě v místě svého trvalého bydliště písemně, nebo prostřednictvím datové schránky. Průkaz si pak oprávněný volič může vyzvednout osobně, skrze třetí osobu pověřenou plnou mocí, případně lze požádat úřad o zaslání průkazu na konkrétní adresu nebo do datové schránky.
Pro žádost o voličský průkaz pro tyto volby platí, že písemná žádost musí být na úřad doručena poštou nebo datovou schránkou nejpozději 7 dnů přede dnem voleb (tj. v pátek 31.5. v 16:00 hodin), nebo je možné o něj požádat nejpozději 2 dny přede dnem voleb osobně (tj. ve středu 5. června 2024 do 16:00 hodin). Na rozdíl od jiných žádostí a podání zde není rozhodující a neplatí datum odeslání písemnosti na úřad, nýbrž její doručení.
Voličský průkaz lze zařídit i ze zahraničí.
Na rozdíl od volby prezidenta nebo voleb do Poslanecké sněmovny nelze volit na zastupitelském úřadě, samotná volba totiž musí proběhnout na území Česka.

## Praxe a události v proběhlých volbách

### Volby prezidenta Česka 2013
Po zavedení přímé volby prezidenta České republiky byla možnost zavedení hlasování pomocí voličského průkazu umožněna i pro první volby konané v roce 2013 prováděcím zákonem č. 275/2012 Sb. a v něm (mimo dalších zmínek) především v § 33. 
Do 4. ledna 2013 musel příslušný obecní úřad (úřad, ve kterém měl volič trvalé bydliště) dostat potvrzenou žádost o vydání voličského průkazu (nešlo o termín odeslání, ale doručení); případně bylo možné se na úřad dostavit osobně do 9. ledna 2013 do 16 hodin (uzavření zvláštního seznamu voličů). Voličské průkazy pak úřad vydal automaticky pro obě kola volby, pokud volič explicitně nežádal pouze o jeden pro jedno kolo. V případě, že volič chtěl hlasovat jinde pouze ve druhém kole, byly příslušné lhůty týkající se žádosti o voličský průkaz o týden posunuty (do 11. ledna, resp. 18. ledna).  
Voličský průkaz bylo možné použít rovněž pro volby v zahraničí na zastupitelském úřadě v případě krátkodobého pobytu v zahraničí. 
Případné posunutí voleb ústavním soudem mohlo tyto lhůty posunout směrem do budoucnosti, nestalo se tak však.
Během předvolební kampaně se objevily spekulace a stížnosti o možném využití voličských průkazů k podvodům, 
žádný však následně nebyl prokázán a regulérnost samotných voleb nebyla zpochybněna.
Možným pokusem o podvod by se pachatel dopustil trestného činu padělání veřejné listiny a maření přípravy a průběhu voleb nebo referenda.
O voličské průkazy byl při těchto volbách velký zájem
(patrně kvůli vyhrocené volební kampani, velkému zájmu o volby prezidenta a zimní sezoně).
V pozdějších volbách prezidenta se postupovalo obdobně, nedošlo ke změně žádného zákona týkajícího se voleb.

### Volby do Poslanecké sněmovny Parlamentu 2010
Pro volby do Poslanecké sněmovny Parlamentu České republiky 2010 se problematika voličských průkazů řídila podle zákona o volbách do Parlamentu České republiky a o změně a doplnění některých dalších zákonů 247/1995 Sb., především § 6a.
Aby se znemožnilo vícenásobné hlasování, musel volič průkaz před volbou odevzdat volební komisi (a to i v případě, že se rozhodl volit v místě svého trvalého pobytu) (§ 19 (5)).
O voličský průkaz pro sněmovní volby 28. května a 29. května 2010 volič mohl požádat obecní úřad:
1. buď osobně do okamžiku uzavření stálého seznamu voličů (tj. do 26. května 2010 do 16.00 hod),
2. nebo písemně s úředně ověřeným podpisem žadatele; žádost však musela být doručena do sedmi dnů před volbami (tj. do 21. května). Obecní úřad pak voličský průkaz zaslal na žadatelem uvedenou adresu.

Voličský průkaz mohl vydat taky zastupitelský úřad za stejných podmínek jako obecní úřad, a to na žádost voliče, který u něho byl zapsán ve zvláštním seznamu voličů.